# Monte Capanne
Monte Capanne is de hoogste berg op het Italiaanse eiland Elba, in de provincie Livorno, Toscane. De berg ligt op het westelijke deel van het eiland, en heeft een hoogte van 1.017 m.
De berg is onderdeel van het nationaal park Toscaanse Archipel. De top kan worden bereikt in een kwartier met een kabellift, die vertrekt vanuit Marciana. De berg heeft Matorral struikgewas en bossen als vegetatiehabitat, van het WNF-bioom Mediterrane bossen, bosland en struwelen.

## Beschrijving

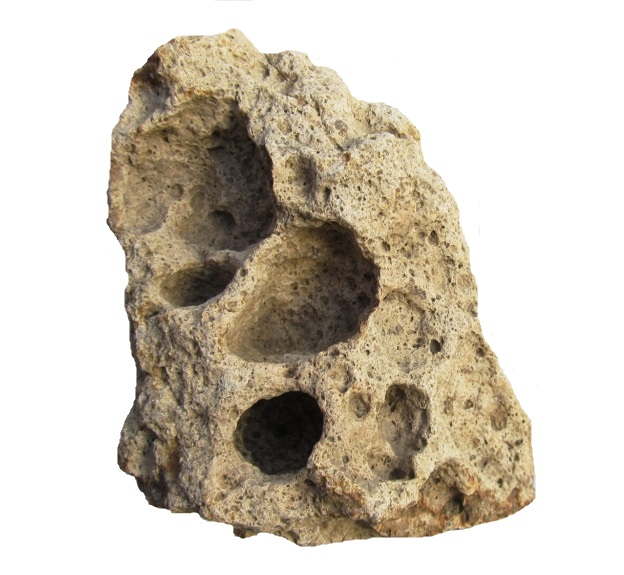
Monzograniet van de Monte Capanne

Het gesteente waaruit het bergmassief bestaat is van plutonische oorsprong en wordt geclassificeerd als monzograniet, dat op zijn beurt is onderverdeeld in drie verschillende types: facies van Sant'Andrea, facies van San Francesco en facies van San Piero. Dit gesteente komt in veel gevallen voor als bijzondere formaties die plaatselijk bekend staan als cote, tozze en pinzaloni. De Pomontevallei, de grootste vallei op het eiland Elba, begint op de top van de berg waar de Via Ferrata van Monte Capanne doorheen loopt. Vanaf de Monte Capanne is het onder bepaalde weersomstandigheden mogelijk om de hele kustlijn van Ligurië (Riviera di Ponente) tot Lazio (Monti della Tolfa) te zien, samen met de Apuaanse Alpen, de Colline Metallifere, Monte Leoni en Monte Amiata; alle eilanden van de Toscaanse Archipel, Corsica met Monte Cinto en Monte Rotondo zijn ook zichtbaar, en onder extreem heldere omstandigheden zelfs het noorden van Sardinië.
Op de top van de Monte Capanne bevindt zich een straalverbinding tussen Toscane en Sardinië, opgericht door een decreet (10 maart 1966) van minister Giovanni Spagnolli.

## Oorsprong van de naam
Voor het eerst vermeld als Mont le Cabanne in een Franse cartografie van 1791, vervolgens in 1802 als Monte Capanna en Monte Capanne in 1805, presenteert de etymologie verschillende hypotheses:
- van pastorale schuilplaatsen (capanne) die op de berg gevonden zijn, volgens Remigio Sabbadini (1899).
- van een vermeende Ligurisch-Etruskische vorm die lijkt op de uitgang van de Monte Matanna in de Apuaanse Alpen, volgens Nello Toscanelli (1933).
- van “twee hutten (capanne) die een familie uit Marciana daar neerzette om aan de gevaren van piratenaanvallen te ontsnappen”, volgens Enrico Lombardi (1963).
- van een vermeende Etruskische vorm càpane of capne, volgens Riccardo Ambrosini (1982).

## Flora en fauna
De typische vegetatie bestaat uit steeneik-, kastanje- en haagbeukenbossen. De garrigue, gekenmerkt door doornige kussens van de Genista desoleana, domineert het hoogste deel van de reliëfs. Op het massief van de Monte Capanne komen enkele exclusieve endemen van planten voor: het viooltje van de Monte Capanne (Viola corsica ilvensis), de korenbloem van de Monte Capanne (Centaurea ilvensis) en Crocus ilvensis, samen met plantensoorten zoals bostulp (Tulipa sylvestris australis), Cyclamen repandum, donzige eik, eenstijlige meidoorn, Europees krentenboompje, Europese hopbeuk, grote graslelie, hartbladige els, hulst, koningsvaren, moseik, Napolitaanse cyclaam, Pancratium illyricum, pluim-es, roggelelie (Lilium bulbiferum croceum) (momenteel zeldzaam door begrazing door moeflons), rossige wilg, steeneik, stekelige jeneverbes, tamme kastanje, venijnboom, welriekende salomonszegel (als enige plek in de provincie Livorno), wit bosvogeltje, witte engbloem, witte narcis en zwarte els. Venijnboom groeit met name op de ondoordringbare rotsrichels van de Calanche, Monte Corto en Monte di Cote.

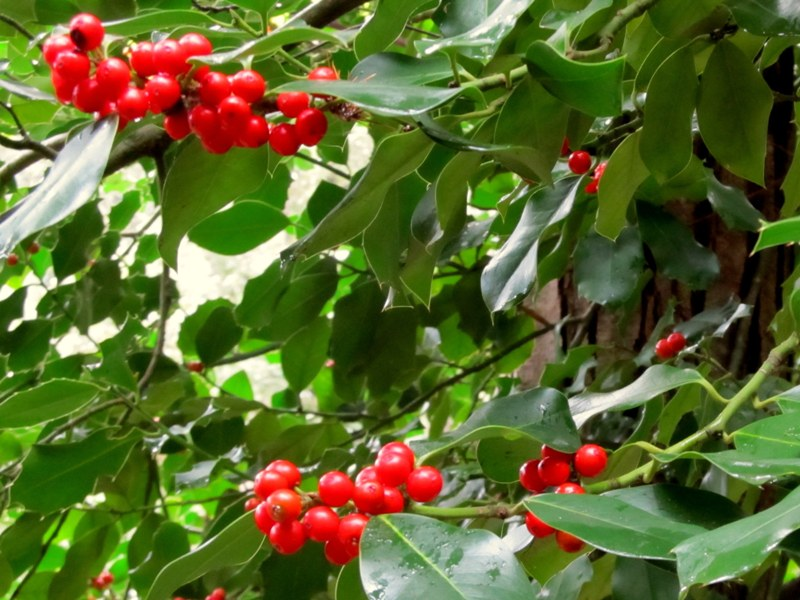
Hulst in de bossen van de Monte Capanne
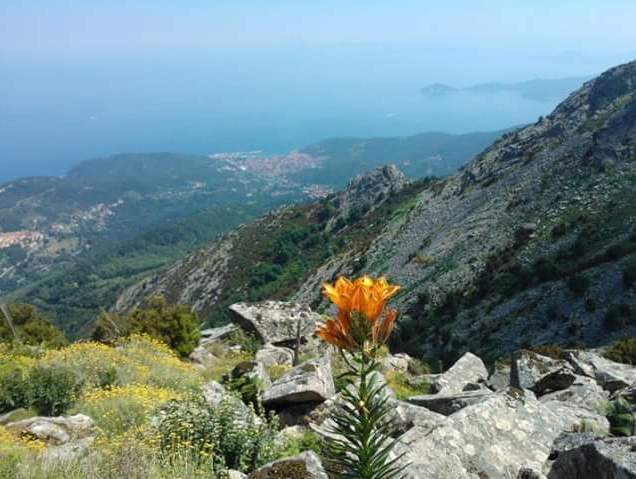
Roggelelie op de Monte Capanne
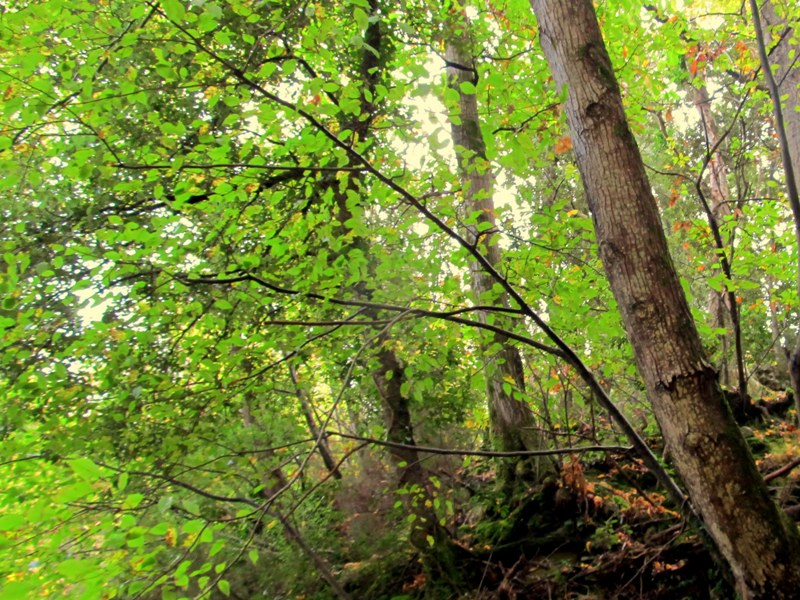
Bos van Europese hopbeuk op de hellingen van Monte Capanne
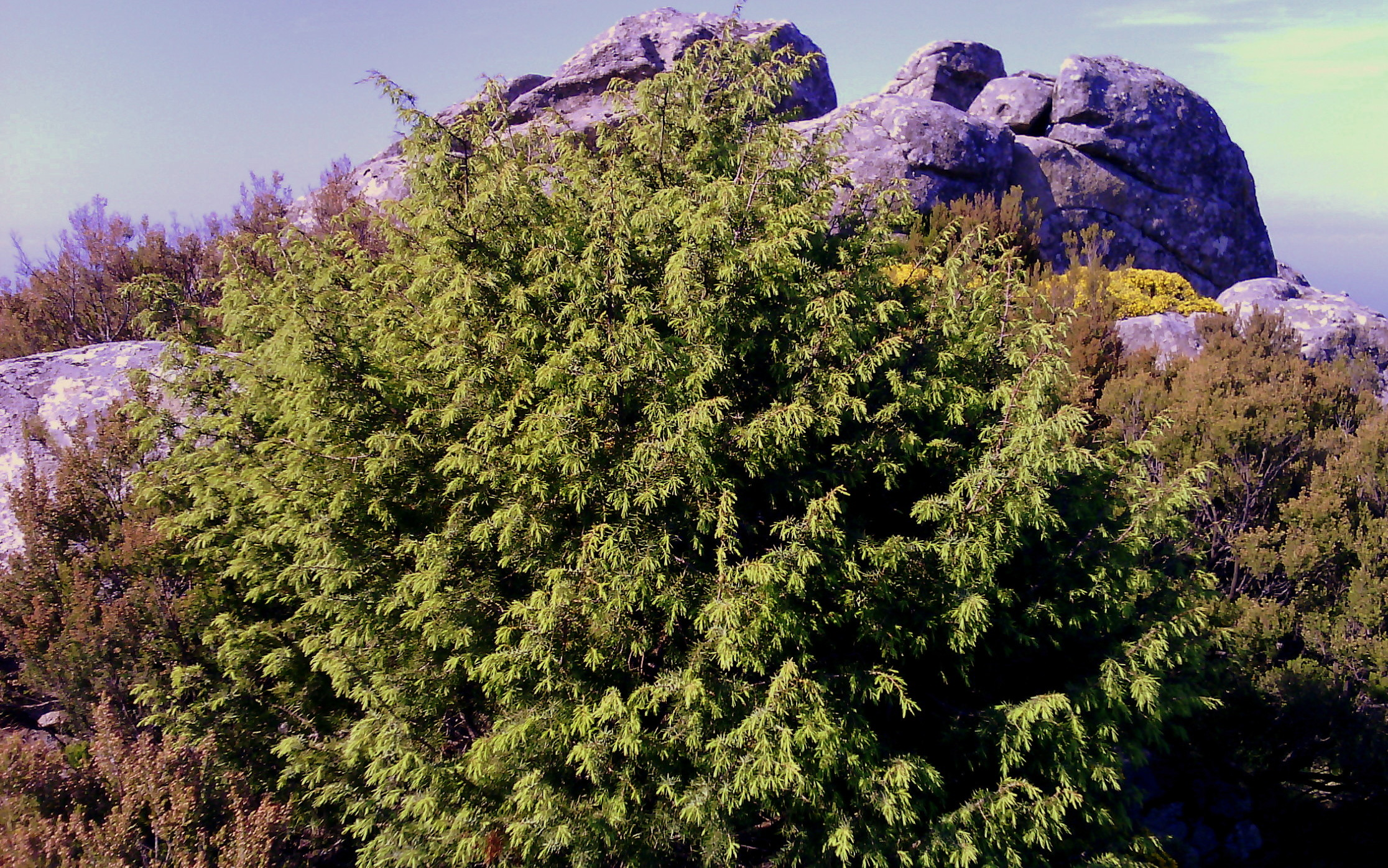
Stekelige jeneverbes op de Monte di Cote
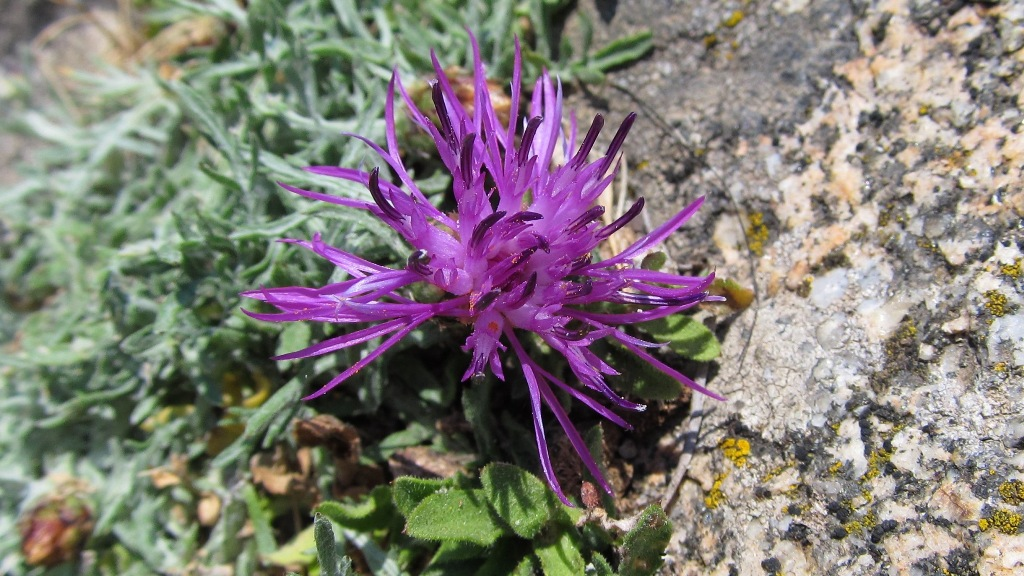
Monte Capanne korenbloem (Centaurea ilvensis)
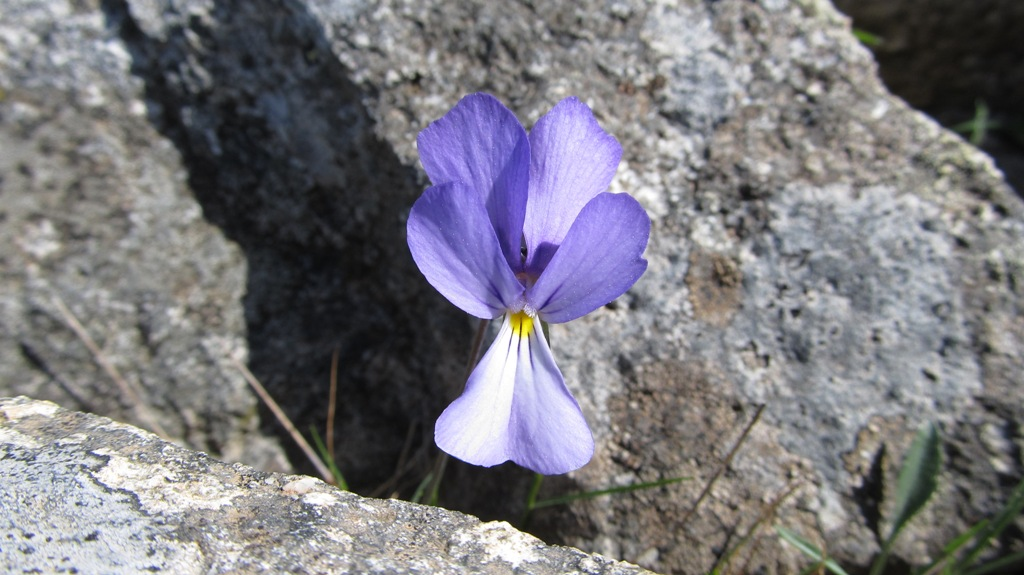
Monte Capanne viooltje (Viola corsica ssp. ilvensis)

In deze beperkte en geïsoleerde omgeving is de fauna numeriek beperkt. Opmerkelijke vogels zijn de Corsicaanse citroensijs, de raaf, de rotskruiper, de rode patrijs, de blauwe rotslijster en de buizerd; in 1897 werd een vrouwtje boomklever waargenomen en in 1901 werd een zeldzame Catharus minimus aliciae gevangen in de piegàle van Pilade Del Buono. Onder de zoogdieren, de endemische ondersoort van de bosmuis (Apodemus sylvaticus ilvanus), de boommarter, Corsicaanse haas, egel, relmuis en de tuinspitsmuis. Onder de grote zoogdieren hebben het everzwijn en de moeflon (die respectievelijk in 1963 en 1976 op Elba zijn geïntroduceerd voor de jacht en nu in grote aantallen voorkomen) een perfecte habitat gevonden. Ze hebben de flora van het kreupelhout (Ruscus aculeatus) en de berggraslanden (Pancratium illyricum, roggelelie, witte narcis en verschillende Orchideeën) sterk verarmd.

## Legenden

### De legende van het Corsicaanse water
Al in de 18e eeuw ontstond de legende dat het bronwater van de Monte Capanne via natuurlijke onderzeese leidingen afkomstig was van Corsica. Deze legende werd na 1947 nieuw leven ingeblazen als gevolg van de toeristische opleving die verband hield met de figuur van Napoleon Bonaparte en zijn Corsicaanse afkomst.

### De “plutonische legenden” van de Monte Capanne
Op de zuidelijke helling van de Monte Capanne, in het berggebied Seccheto, zijn sinds het begin van de 20e eeuw enkele “plutonische legenden” bekend. Deze verhalen over de ontdekking door herders van enkele gouden schatten die verborgen lagen tussen de rotsen van de bergen en die bewaakt werden door de duivel, als meester van de ondergrond. Naar alle waarschijnlijkheid waren dit Villanova-begravingen met grafgiften bestaande uit bronzen voorwerpen, zoals aan het einde van de 19e eeuw is aangetoond in hetzelfde berggebied (Col di Paolo en Piane del Canale).

## Geodetisch station van Monte Capanne
De ingenieur en cartograaf Jean Joseph Tranchot kreeg in het begin van de 19e eeuw van de Franse regering de opdracht om Corsica en Elba te trianguleren voor cartografische doeleinden. Op de top van de Monte Capanne werd daarom een kleine geodetische piramide van droogsteen opgericht, Torretta genaamd, die dienst deed als hoekpunt voor de driehoeksmeting tussen Corsica en Toscane. In het begin van de 20e eeuw werden twee lage structuren van droogsteen gebouwd, zonder dak en met een open voorkant, op het lager gelegen plateau van Ferale ter bescherming van de twee tenten waarin de vier onderhoudsmedewerkers van het geodetische station verbleven. De geodetische piramide werd rond 1920 verwijderd, terwijl de twee bouwwerken van Ferale rond 1931 werden ontmanteld voor de bouw van de herdershut, waarschijnlijk gebouwd door de herder Aristide Martorella.

## Kabelbaan van Monte Capanne
De kabelbaan van Monte Capanne werd in 1962 gebouwd door het Turijnse bedrijf Marchisio en op 27 augustus 1963 voor het publiek geopend. In 2005 werd hij volledig gerenoveerd omdat zijn technische levensduur was verstreken. De kabelbaan heeft een hellingslengte van 1635 meter, 55 gondels, een maximale capaciteit van 180 personen en een snelheid van 1,5 meter per seconde. Hoogte van het dalstation (Pozzatello): 346 meter. Hoogte van het bergstation (Torretta): 963 meter.
xxx